# Átrax
Átrax (en griego antiguo Ἆτραξ,-αγϕϛ o -ακοϛ) fue una antigua ciudad griega de Tesalia. Esteban de Bizancio también la denomina  Ἆτρακία. Estaba situada en la margen izquierda del Peneo,  a 40 estadios de Argisa. La zona fluvial entre ambas ciudades la ocupaban los perrebos. El catálogo epidaurio de teorodocos, utiliza el nominativo Ἆδρακοϛ en 363-359 a. C. El gentilicio es Ὰτράγιοϛ,
Era una comunidad situada en la tetras de Pelasgiótide. El norte del territorio de Átrax lindaba con el de Falana, al noreste con el de Argisa, y al sur con el de Cranón.
Durante la crisis alimentaria de 330-326 a. C. Átrax recibió 10.000 medimnos de trigo de Cirene.
En el siglo V a. C., la acrópolis y la ladera de la colina fueran encerradas en un recinto poligonal. En el siglo IV a. C. se reconstruyó la acrópolis: se construyó una torre cuadrangular y se fortificó con una nueva muralla con cinco torres, una de ellas con una puerta fortificada. La parte este de la muralla de la colina fue reforzada en el siglo IV a. C., y guarda similitud con las construcciones defensivas de Halo.
La parte baja fue encerrada en el siglo IV a. C. por una muralla isódoma con cuatro torres cuadrangulares. Tenía una longitud de 3 km y cercaba una superficie de 64 ha. La puerta principal estaba en el noroeste, y se accedía a ella mediante una rampa de piedras poligonales.
Átrax acuñó monedas de plata y bronce a principios del siglo IV a. C., con la leyenda ΑΤΡΑ, ΑΤΡΑΓΙΟΝ o ΑΤΡΑΓΙΩΝ.